# Тирни, Джин
Джин Эла́йза Ти́рни (англ. Gene Eliza Tierney; 19 ноября 1920[…], Бруклин, Нью-Йорк, США — 6 ноября 1991[…], Хьюстон, США) — американская актриса, номинантка на премию «Оскар».

## Юность
Джин Тирни родилась 19 ноября 1920 года в Бруклине, Нью-Йорк. Её отец, Говард Шервуд Тирни, был страховым брокером ирландского происхождения, а мать, Белль Лавиния Тейлор, — инструктором по физическому воспитанию. У Джин так же был старший брат, Говард Шервуд Тирни-младший и младшая сестра, Патриция Тирни. Её детство и юность прошли в Коннектикуте, где она окончила школу. После этого она два года жила в Европе, посещая Международную школу Брилантмонт в Лозанне, Швейцария, где она научилась свободно говорить по-французски.
Во время семейной поездки на западное побережье Джин посетила киностудию Warner Bros., где её двоюродный брат работал продюсером исторических короткометражек. Режиссёр Анатоль Литвак, впечатленный красотой 17-летней девушки, сказал Тирни, что она должна стать актрисой. Компания Warner Bros. хотела подписать с ней контракт, но её родители отказались из-за относительно низкой зарплаты, они хотели, чтобы она выбрала серьёзную профессию и заняла место в обществе.
Поняв, что жизнь светской дамы не для неё, Тирни решила стать профессиональной актрисой. Тогда отец сказал ей: «Если ты хочешь стать актрисой, то ты должна играть в драматическом театре». Тирни обучалась актёрскому мастерству в небольшой актёрской студии Гринвич-Виллидж в Нью-Йорке, где её учителем был бродвейский актёр и режиссёр Бенно Шнайдер. Затем она стала протеже бродвейского продюсера и режиссёра Джорджа Эбботта.

## Карьера

### Бродвей
В 1938 году состоялся дебют Тирни на Бродвее, где у неё была небольшая роль девушки с ведром. Но даже такое эпизодическое появление было замечено одним из критиков журнала Variety, который, восхитившись её красотой, посвятил ей пару строк в своей колонке.
В следующем году она появилась в роли Молли О’Дэй в бродвейской постановке «Mrs. O’Brien Entertains». Критик The New York Times, Брукс Аткинсон писал:

«Джин Тирни на сцене очень красива и освежающе скромна». 
Другой критик, Ричард Уоттс-младший, писал о ней:

«Мисс Тирни ждет потрясающая карьера театральной актрисы, если, конечно, кино не займет все её время».
Отец Тирни основал корпорацию Belle-Tier, чтобы финансировать и продвигать Тирни как актрису. В 1939 году Columbia Pictures подписала с ней шестимесячный контракт. Она познакомилась с режиссёром Говардом Хьюзом, который безуспешно пытался соблазнить её. Поскольку она сама была родом из состоятельной семьи, её не впечатлило его богатство. Хьюз стал ей другом на всю жизнь.
После того как оператор посоветовал Тирни похудеть, она написала в журнал Harper's Bazaar о диете, которой придерживалась в течение следующих 25 лет. Тирни первоначально предложили главную роль в картине «Национальный бархат», но производство было отложено. Когда Columbia Pictures не смогла подобрать Тирни проект, она вернулась на Бродвей и снялась в роли Патрисии Стэнли в фильме «Самец». Тирни часто позировала для журналов Harper's Bazaar, Vogue и Collier's Weekly.

### Кино

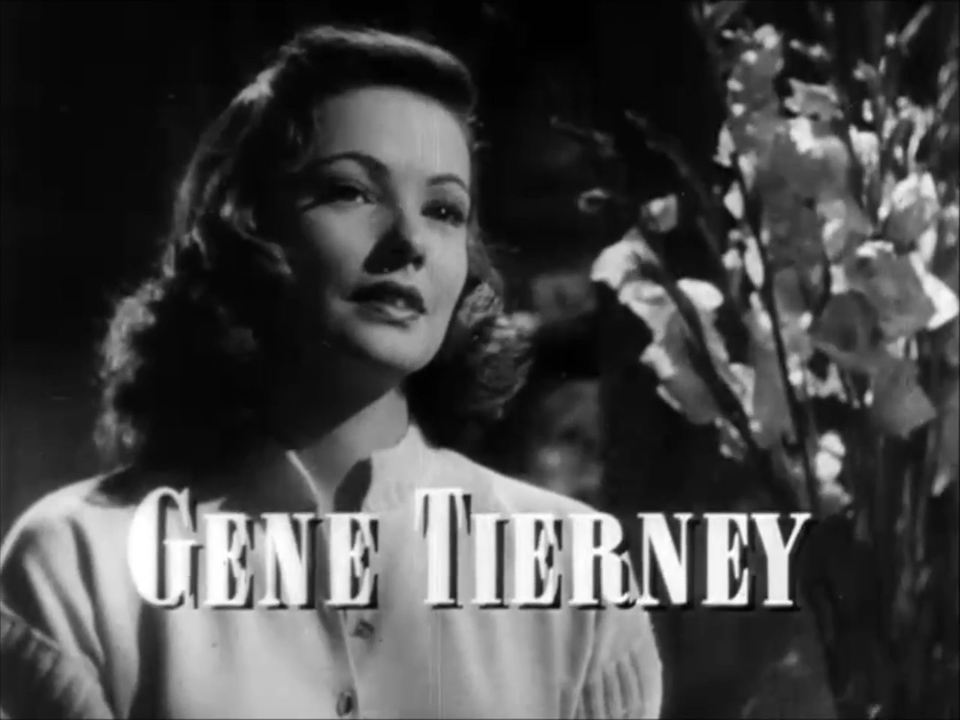
Джин Тирни в фильме «Лора».

Тирни подписала контракт с 20th Century Studios, её дебютом в кино стала роль второго плана Элеоноры Стоун в вестерне Фрица Ланга «Возвращение Фрэнка Джеймса».
Джин Тирни считалась одной из самых красивых голливудских актрис, стала наиболее известна по ролям в фильмах «Лора» (1944) и «Бог ей судья» (1945), за роль в котором она была номинирована на «Оскар» за Лучшую женскую роль. В 1948 году исполнила роль жены советского перебежчика Игоря Гузенко в фильме Уильяма Уэллмана «Железный занавес». Помимо этого, она снялась в таких фильмах как «Небеса могут подождать» (1943), «Призрак и миссис Мьюр» (1947), «Брачный сезон» (1951 «Египтянин» (1954), «Левая рука Бога» (1955) и других. Тирни продолжала сниматься до середины 1960-х годов, после чего ушла на покой и впоследствии лишь несколько раз появилась в небольших ролях на телевидении.
Вспоминая про съёмки в картине «Небеса могут подождать», Тирни рассказывала:

Любич был тираном на съемочной площадке, самым требовательным из режиссёров. После одной сцены, которая длилась с полудня до пяти часов, я чуть не плакала, слушая, как он кричит на меня. На следующий день я разыскала его, посмотрела ему в глаза и сказала: «Мистер Любич, я готова сделать все, что в моих силах, но я просто не смогу продолжать работать над этой картиной, если вы будете продолжать кричать на меня». — «Мне платят за то, что я кричу на тебя», — проревел он. — «Да, — ответила я, — и мне за это платят, но недостаточно». После напряженной паузы Любич расхохотался. С тех пор мы отлично ладили».

## Здоровье
Тирни начала курить после съёмок в своём первом фильме, чтобы сделать свой голос низким, потому что она считала: «Я говорю как сердитая Минни Маус». Впоследствии она стала заядлой курильщицей.

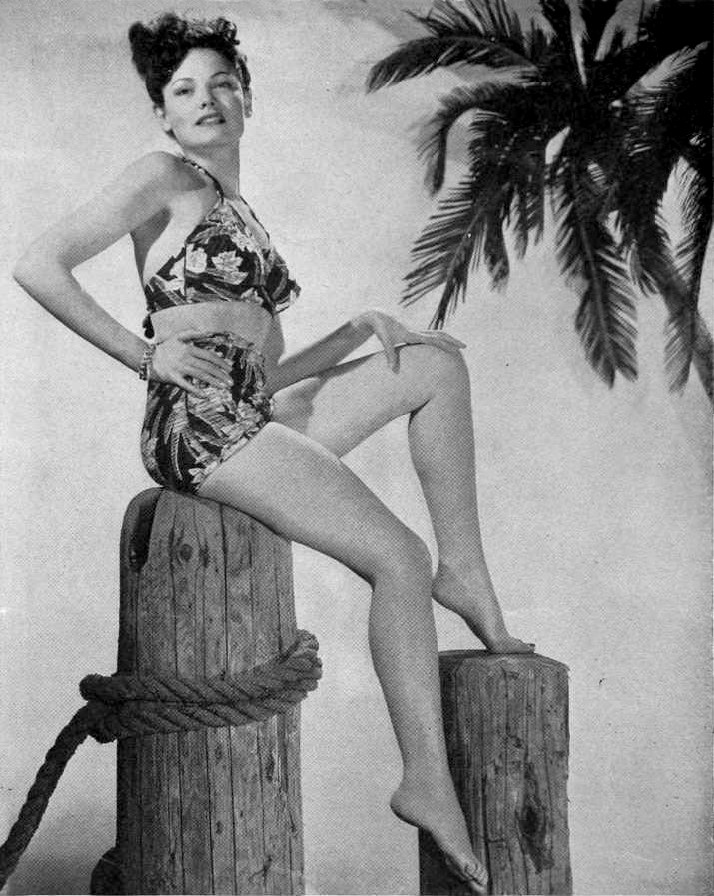
Пин-ап фото Джин Тирни.

Известно, что Тирни годами боролась с приступами маниакальной депрессии из-за неудач в личной жизни. В 1953 году у неё возникли проблемы с концентрацией внимания, что повлияло на её игру в кино. Она прервала съёмки фильма «Могамбо» и была заменена на Грейс Келли. Во время съемок фильма «Левая рука Бога» c Хамфри Богартом Тирни заболела. Богарт, чья сестра также страдала психическим расстройством, всячески опекал Тирни на съёмках.
Тирни обратилась к психиатру и была принята в Harkness Pavilion в Нью-Йорке. Позже она поступила в Институт жизни в Хартфорде, штат Коннектикут. После двадцати семи сеансов шоковой терапии, направленных на облегчение тяжёлой депрессии, Тирни сбежала из больницы, но была поймана и возвращена. Позже она стала ярым противником шоковой терапии, утверждая, что эта процедура разрушила значительную часть её памяти.
В конце декабря 1957 года Тирни ступила на выступ из квартиры своей матери на Манхэттене высотой 14 этажей и оставалась там около 20 минут, что было расценено как попытка самоубийства. Была вызвана полиция, после этого семья Тирни устроила её в клинику Меннингера в Топике, штат Канзас. На следующий год, после лечения от депрессии, её выписали. Впоследствии она работала продавщицей в местном магазине одежды в надежде снова интегрироваться в общество, но её узнала одна из покупательниц, что привело к сенсационным газетным заголовкам.
Позже, в 1958 году, 20th Century Fox предложила Тирни главную роль в фильме «Каникулы для влюблённых», но стресс для неё оказался слишком велик, поэтому всего через несколько дней после начала производства она покинула картину и на некоторое время вернулась в клинику Меннингера.

## Личная жизнь
Тирни была замужем два раза. В 1941—1952 годах актриса состояла в браке с дизайнером Олегом Кассини, от которого родились две дочери: Антуанетта Дарья (15 октября 1943 — 11 сентября 2010) и Кристина (19 ноября 1948 — 31 марта 2015). Во время беременности Антуанеттой Джин заразилась от поклонницы и переболела краснухой. В результате, дочь родилась недоношенной, слепой, глухой и умственно отсталой. Оттолкнувшись от этого факта, Агата Кристи написала роман «И, треснув, зеркало звенит…». Родители Тирни были против этого брака, так как Кассини происходил из русско-итальянской семьи и родился во Франции. Позже Кассини завещал 500 тысяч долларов Дарье и 1 миллион долларов Кристине. Кассини и Тирни оставались друзьями до самой её смерти в ноябре 1991 года.
В 1946 году Тирни познакомилась с Джоном Фицджералдом Кеннеди, который приехал на съёмки фильма «Драгонвик». У них начался роман, но через год Тирни прекратила отношения после того, как Кеннеди заявил ей, что никогда не сможет жениться на ней из-за своих политических взглядов. В 1960 году Тирни прислала Кеннеди открытку, поздравив его с победой на президентских выборах. Тирни также связывали романтические отношения с актёром, Кирком Дугласом.
Во время съёмок фильма «Личное дело» в Европе Тирни познакомилась с принцем Али Ханом. Они обручились в 1952 году, в то время Хан переживал развод с другой актрисой, Ритой Хейворт. Однако отец Али Хана, Ага-хан III, выступил против этого союза и помолвку отменили.
В 1958 году Тирни познакомилась с техасским нефтяным бароном, Говардом Ли, который был женат на актрисе Хеди Ламарр. Ли и Ламарр развелись в 1960 году
. 11 июля 1960 года Ли и Тирни поженились в Аспене, штат Колорадо. Вскоре она забеременела, но беременность закончилась выкидышем. Супруги проживали в Хьюстоне, штат Техас, и Делрей-Бич, штат Флорида до самой смерти Говарда Ли в 1981 году.
Джин Тирни, будучи заядлой курильщицей, умерла от эмфиземы в 1991 году, не дожив пару недель до своего 71 дня рождения. За свой вклад в кино она удостоена звезды на голливудской «Аллее славы».

## Избранная фильмография
| Год  |   | Русское название           | Оригинальное название     | Роль                           |
| ---- | - | -------------------------- | ------------------------- | ------------------------------ |
| 1940 | ф | Возвращение Фрэнка Джеймса | The Return of Frank James | Элеанор Стоун                  |
| 1941 | ф | Белль Старр                | Belle Starr               | Бель Ширли/Бель Стар           |
| 1941 | ф | Жестокий Шанхай            | The Shanghai Gesture      | Виктория Чартерис (Поппи Смит) |
| 1943 | ф | Небеса могут подождать     | Heaven Can Wait           | Марта Стрейбел Ван Клив        |
| 1944 | ф | Лора                       | Laura                     | Лора Хант                      |
| 1945 | ф | Бог ей судья               | Leave Her to Heaven       | Эллен Брент Харленд            |
| 1945 | ф | Колокол Адано              | A Bell for Adano          | Тина Томазино                  |
| 1946 | ф | Драгонвик                  | Dragonwyck                | Миранда Уэллс ван Рейн         |
| 1946 | ф | Остриё бритвы              | The Razor’s Edge          | Изабел Брэдли Мэтьюрин         |
| 1947 | ф | Призрак и миссис Мьюр      | The Ghost and Mrs. Muir   | Люси Мьюр                      |
| 1948 | ф | Железный занавес           | The Iron Curtain          | Анна Гузенко                   |
| 1949 | ф | Водоворот                  | Whirlpool                 | Энн Саттон                     |
| 1950 | ф | Ночь и город               | Night and the City        | Мэри Бристол                   |
| 1950 | ф | Там, где кончается тротуар | Where the Sidewalk Ends   | Морган Тейлор (Пэйн)           |
| 1951 | ф | Брачный сезон              | The Mating Season         |                                |
| 1954 | ф | Чёрная вдова               | Black Widow               | Айрис Денвер                   |
| 1954 | ф | Египтянин                  | The Egyptian              | Бакетамон                      |
| 1955 | ф | Левая рука Бога            | The Left Hand of God      | Энн Скотт                      |
| 1962 | ф | Совет и согласие           | Advise and Consent        | Долли Харрисон                 |